# Escola Jaume Balmes
L'Escola Jaume Balmes és un centre ecducatiu. L'edifici és una obra de Vic (Osona) protegida com a Bé Cultural d'Interès Local.

## Descripció
Edifici civil. Grup escolar de planta rectangular amb la façana orientada al SE. Consta de planta baixa i primer pis. El cos central és de més alçada i està cobert a dues vessants amb el carener paral·lel i les extrems són coberts a tres vessants. A l'extrem dret s'hi afegeix un cos cobert a quatre vessants que segueix la tipologia de l'edifici. A la planta les obertures són d'arc de mig punt amb els arcs repicats en pedra i el centre de l'edifici és refós i dona accés al portal d'arc de mig punt, amb un petit cancell de volta de canó. Al damunt hi ha una finestra i dos òculs. Al primer pis hi ha obertures rectangulars amb esgrafiats a manera de llinda. La part central també presenta decoracions d'esgrafiats d'un color rogenc. La resta de façanes presenten la mateixa tipologia. L'edificació té un annex construït bàsicament e fusta. L'estat de conservació és bo. L'edifici està envoltat de pistes esportives.

## Història
Aquesta obra es va construir en el moment que va créixer el sector sud de la ciutat cap a la carretera de Barcelona i el barri del Remei.
Es construí un pont nou sobre el Gurri (1916) desapareixent el del segle xv.
El grup escolar es va construir el 1933 amb línies clarament noucentistes i molt similars, per no dir iguals, que l'escola pública de Sant Miquel dels Sants, obres totes dues dissenyades per l'arquitecte J. Mª Pericas.